# Адміністративний устрій Добропільського району
Адміністративний устрій Добропільського району — адміністративно-територіальний поділ Добропільського району Донецької області на 1 селищну раду та 10 сільських рад, які об'єднують 61 населений пункт та підпорядковані Добропільській районній раді. Адміністративний центр — місто Добропілля.

## Список радДобропільського району
| №  | Назва                          | Центр               | Населені пункти | Площа км² | Місце за площею | Населення (2001), чол. | Місце за населенням |
| -- | ------------------------------ | ------------------- | --- | --------- | --------------- | ---------------------- | ------------------- |
| 1  | Святогорівська селищна рада    | смт Святогорівка    | смт Святогорівка с. Вікторівка с. Вірівка с. Копані с. Нововікторівка с. Новоукраїнка                                              |           |                 |                        |                     |
| 2  | Ганнівська сільська рада       | с. Ганнівка         | с. Ганнівка с. Кутузовка с. Рубіжне                                                                                                |           |                 |                        |                     |
| 3  | Добропільська сільська рада    | с. Добропілля       | с. Добропілля с. Красноподілля с. Матяшеве с. Новогришине                                                                          |           |                 |                        |                     |
| 4  | Золотоколодязька сільська рада | с. Золотий Колодязь | с. Золотий Колодязь с. Веселе с. Грузьке с. Кучерів Яр с. Лідине с. Мар'ївка с. Новотроїцьке с. Петрівка                           |           |                 |                        |                     |
| 5  | Криворізька сільська рада      | с. Криворіжжя       | с. Криворіжжя с. Надія с. Завидо-Борзенка с. Завидо-Кудашеве с. Зелене с. Новокриворіжжя с. Новомар'ївка с. Новофедорівка с. Ракша |           |                 |                        |                     |
| 6  | Никанорівська сільська рада    | с. Никанорівка      | с. Никанорівка с. Бойківка с. Вільне с-ще Дорожнє с. Іванівка с-ще Маяк с. Нове Шахове с. Суворове                                 |           |                 |                        |                     |
| 7  | Нововодянська сільська рада    | с. Нововодяне       | с. Нововодяне с. Благодать с. Веселе Поле с. Первомайське                                                                          |           |                 |                        |                     |
| 8  | Новоторецька сільська рада     | с. Новоторецьке     | с. Новоторецьке с. Володимирівка с. Коптєве с. Панківка                                                                            |           |                 |                        |                     |
| 9  | Шахівська сільська рада        | с. Шахове           | с. Шахове с. Торецьке |           |                 |                        |                     |
| 10 | Світлівська сільська рада      | с-ще Світле         | с-ще Світле с-ще Красноярське с-ще Новий Донбас с-ще Шевченко                                                                      |           |                 |                        |                     |
| 11 | Шилівська сільська рада        | с. Шилівка          | с. Шилівка с. Василівка с. Гуліве с. Кам'янка с. Мирне с. Лиман с. Новоолександрівка с. Петрівське с. Юр'ївка                      |           |                 |                        |                     |